# Karl Mellén
Karl Fritiof Mellén (i riksdagen kallad Mellén i Åmål), född 11 augusti 1869 i Hovs församling, Älvsborgs län, död 20 mars 1936 i Åmåls stadsförsamling, Älvsborgs län, var en svensk häradshövding och riksdagsledamot (högern). Han var bror till Gustaf Mellén.
Mellén avlade hovrättsexamen 1894. Han blev tillförordnad revisionssekreterare 1907 och fiskal i Göta hovrätt 1909. Mellén bosatte sig i Åmål och var häradshövding i Tössbo och Vedbo domsaga från 1911. Han var ledamot av riksdagens första kammare från 1928, invald i Älvsborgs läns valkrets.